# 독정초등학교
독정초등학교는 대한민국 경기도 용인시 기흥구에 있는 공립 초등학교이다.

## 학교 연혁
- 2004년 1월 5일 독정초등학교 설치.
- 2004년 7월 1일 개교.
- 2004년 7월 1일 초대 엄정원 교장 취임.
- 2004년 12월 4일 병설유치원 설치.
- 2005년 2월 18일 제1회 졸업식(56명 졸업).
- 2005년 3월 1일 병설유치원 1학급 개원.
- 2007년 9월 1일 제2대 박인주 교장 취임.
- 2010년 2월 26일 전국 영어교육 리더학교 선정(교육과학기술부).
- 2011년 2월 18일 제7회 졸업식(205명 졸업).
- 2011년 3월 1일 34학급 편성.
- 2011년 9월 1일 주5일 수업제 시범학교, 교과부 요청 융합인재교육 시범학교 운영.
- 2012년 2월 14일 제8회 졸업식(170명 졸업).
- 2012년 3월 1일 36학급 편성.
- 2012년 9월 1일 제3대 박준호 교장 부임.
- 2013년 2월 15일 제9회 졸업식(190명 졸업).
- 2013년 3월 1일 36학급 편성.
- 2014년 2월 14일 제10회 졸업식(188명 졸업).
- 2014년 3월 1일 38학급 편성.
- 2015년 3월 1일 40학급 편성.
- 2015년 9월 1일 제4대 선삼석 교장 부임.